# 天降奇緣
參數所指定的目標頁面不存在，建議更正成存在頁面或直接建立下列一個頁面（建立前請先搜尋是否有合適的存在頁面可以取代）：
- 天降奇緣 (專輯)

《天降奇緣》（英語：A Good Match from Heaven）是香港電視廣播有限公司拍攝製作的時裝電視劇，全劇共20集，監製潘嘉德，此劇為無綫電視28週年台慶劇。角色設定和外景拍攝地點為香港海洋公園。

## 劇情內容
天真烂漫的小红娘（宣萱飾）听到痴情女子鄧如珠（梅小惠飾）哭诉，遂自作主张抛下红线，令天生俊俏的丁長安（温兆伦飾）爱上如珠，并决定与如珠闪电结婚，但后来红娘发现，原来長安之上司康子新（郭蔼明飾）与長安才是一对！ 长安兄丁長胜（姜大卫飾）与妻林麗菁（商天娥飾）终日争吵，红娘遂偷偷地解开二人之红线令二人離異。但二人离异后，却郁郁寡欢。另外，子新兄康子维（阮兆祥飾）情场屡战屡败，红娘竟乌龙地把维配对一个怀疑有同性恋倾向的人！红娘糊里糊涂，弄致良缘错配，被月老惩罚到凡间进行补救工作，怎知红娘到凡间后，却情不自禁地爱上了長安！

## 演員表

### 丁家
| 演員   | 角色   | 暱稱／關係 |
| 姜大偉 | 丁长胜 | 大佬 鱼档老板 丁長安、丁长喜之兄 林丽菁之夫，于第12集因被洪丝丝拆断红线而离婚，于第18集复合并发生关系 冯绮芳之前男友 於第12集被林丽菁错手推下楼梯引致短暂瘫痪 |
| 商天娥 | 林丽菁 | 鱼档老板娘，后为酒店侍应 丁长胜之妻，于第12集因被洪丝丝拆断红线而离婚，于第18集复合并发生关系，后因此怀孕 冯绮芳之情敌 Johnny之前女友 Joyce之好友             |
| 陈安莹 | 丁长喜 | 阿喜 鱼档老板娘 丁长胜之妹 丁長安之姐 炳培之妻 |
| 溫兆倫 | 丁長安 | 安安、安仔哥 海洋公司驯兽员 康子新之夫 洪丝丝之男友，后因人仙殊途而被迫分手 丁长胜、丁长喜之弟 邓如珠之前未婚夫 于第20集被月老爷爷扔下街后失忆，不记得洪丝丝  |

### 康家
- 宣　萱 飾 紅娘 (洪絲絲)
- 郭藹明 飾 康子新
- 阮兆祥 飾 康子維
- 梅小惠 飾 鄧如珠
- 梁榮忠 飾 江尚和
- 林家棟 飾 丙培
- 馬德鐘 飾 李景豪
- 陳美琪 飾 馮綺芳

## 收視
以下為該劇於香港無綫電視翡翠台之收視紀錄：
| 週次 | 集數  | 日期                    | 平均收視            | 收視百分比 |
| ---- | ----- | ----------------------- | ------------------- | ---------- |
| 1    | 01-05 | 1995年10月30日-11月3日  | 27點（149.5萬觀眾） | 76%        |
| 2    | 06-10 | 1995年11月6日-11月10日  | 29點（160.1萬觀眾） | 79%        |
| 3    | 11-15 | 1995年11月13日-11月17日 | 29點（158.6萬觀眾） | 80%        |
| 4    | 16-20 | 1995年11月20日-11月24日 | 29點（160.5萬觀眾） | 80%        |

## 電視節目的變遷
| 上一套： 娛樂插班生 -10月27日 | 翡翠台第一綫劇集(1995) 天降奇緣 10月30日-11月24日 | 翡翠台第一綫劇集(1995) 天降奇緣 10月30日-11月24日 | 下一套： 包青天 11月27日- |

| 香港無綫電視翡翠台 星期一至五 19:05-20:00 時段 | 香港無綫電視翡翠台 星期一至五 19:05-20:00 時段 | 香港無綫電視翡翠台 星期一至五 19:05-20:00 時段 |
| ---------------------------------------------- | ---------------------------------------------- | ---------------------------------------------- |
|                                                | 天降奇緣 (1995.10.30 - 1995.11.24)             |                                                |
| 娛樂插班生 (1995.10.02 - 1995.10.27)           | 包青天 (1995.11.27 - 1996.02.16)               |                                                |